# مایکل فول
مایکل فول (به انگلیسی: Michael Foale) فضانورد اهل کشور بریتانیا است که در ۶ ژانویهٔ ۱۹۵۷ میلادی در لوث، لینکولن‌شیر زاده شد. وی در مأموریت اس‌تی‌اس-۴۵، اس‌تی‌اس-۵۶، اس‌تی‌اس-۶۳، اس‌تی‌اس-۸۴، اس‌تی‌اس-۸۶، اس‌تی‌اس-۱۰۳، سایوز تی‌ام‌ای-۳، اکسپدییشن ۸ حضور داشته است.